# Одбрамбено обавештајна агенција
Одбрамбено обавештајна агенција (енгл. Defence Intelligence Agency, скраћено DIA или Дија) обавештајна је служба Министарства одбране Сједињених Америчких Држава, чији је циљ прикупљање обавештајних података о војним активностима широм света и добијање обавештајне подршке за Оружане снаге САД.
Седиште ДИА-е се налази у војној бази Анакостија-Болинг у Вашингтону; важни делови су такође стационирани у Пентагону.
ДИА прикупља информације потребне за функционисање Оружаних снага САД из отворених извора (од новина до статистичких извештаја и научних студија) и коришћењем различитих технологија (од радара до надзора интернета), и на крају прикривеним шпијунским радом. Део особља ДИА ради као војни аташе у америчким дипломатским мисијама широм света, где сарађује са одбрамбеним и обавештајним системима других земаља.
ДИА послује у 140 земаља широм света. Поред рада својих око 17.000 запослених, ДИА користи информације прикупљене од стране радара, сателита, прислушкивања, извиђања и других елемената Оружаних снага САД, као и разних других америчких и међународних агенција.
ДИА не покрива цео амерички војни обавештајни систем – на пример, важне обавештајне задатке обавља Команда за обавештавање и безбедност Оружаних снага САД. Обавештајна и безбедносна команда Војске Сједињених Држава ) и Агенција за извиђање, надзор и извештавање Ваздухопловних снага САД. Агенција за обавештајно, надзорно и извиђачко ваздухопловство ), али координира њихове акције и консолидује резултате својих обавештајних активности .
ДИА посвећује велику пажњу информационој технологији, настојећи да обезбеди технолошку и информатичку супериорност потребну за прикупљање и безбедну дистрибуцију информација које се односе на сектор одбране.
Поред седишта ДИА у бази Анакостија-Болинг, обавештајна агенција је основала Национални обавештајни универзитет (НИУ), који постоји од 1962. године.